# São Sebastião no Palatino (diaconia)
São Sebastião no Palatino (em latim, S. Sebastiani in Monte Palatino) é uma diaconia instituída em 5 de março de 1973, pelo Papa Paulo VI. Sua igreja titular é San Sebastiano al Palatino.

## Titulares protetores
- Ferdinando Giuseppe Antonelli, O.F.M. (1973-1983); título pro illa vice (1983-1993)
- Yves Congar, O.P. (1994-1995)
- Dino Monduzzi (1998-2006)
- John Patrick Foley (2007-2011)
- Edwin Frederick O'Brien (2012-2022); título pro hac vice (desde 2022)